# フライデーエキスプレス
『フライデーエキスプレス』は、2001年4月13日から2004年4月9日まで毎日放送テレビ（MBSテレビ）が独自に編成していた深夜番組放送枠の名称。

## 概要
毎週金曜 24:25 - 26:05 (JST) の時間帯に編成されていた放送枠である。同時間帯に編成された固有名称を持つ放送枠としては、1990年代中期の『テレビのおもうツボ』枠以来になる。
同枠はTBS製作の情報番組『ランク王国』を筆頭に、音楽番組からバラエティ番組まで幅広いジャンルの番組群を放送していた。傾向としては毎日放送の自社製作番組よりもTBSの『Pooh!』枠内包番組を放送することが多く、また、番組の入れ替わりも激しかった。下記「放送番組一覧」の節に示したのはほぼ毎週レギュラーで放送されていた番組のみであり、実際にはこれら以外にも様々な番組群が単発番組のような形で放送されていた。
同枠の解体後、同時間帯に放送の深夜番組群は全て単独番組として放送されている。

## 放送番組一覧
各節の項目の並びは放送開始時刻順。

### 2001年4月以降
- ランク王国
- MUSIC EDGE
- C・C・C
- ハリウッディー

### 2001年10月以降
- ランク王国
- MUSIC EDGE - 2002年4月に月曜24:55枠へ移動。以後は『MUSIC EDGE + Osaka Style』の題で放送。
- オトセン!
- てれび研究中

### 2002年4月以降
- ランク王国
- オトセン! II
- ￥8万長者 走れ!スッカラくん - 『パノラマ電波横丁』枠水曜から移動。
- てれび研究中 - 2002年10月初頭まで放送。

### 2002年10月以降
- ランク王国
- ラブセン!
- 恋愛マスター
- 4chはやりまっせ!

### 2003年2月以降
- ランク王国
- ラブセン!
- 恋愛マスター
- 元気だ!ボヨ4ちゃんねる

### 2003年4月以降
- ブーケをねらえ!
- ランク王国
- ラブセン!
- 4ちゃんねるコレ知っとこ!

### 2003年6月以降
- 夜のワイド魂
- ランク王国
- ラブセン!
- 4ちゃんねるコレ知っとこ!

### 2003年10月以降
- ウンナンさん
- ランク王国
- ラブセン!
- でいりぃ げっと。